# Chrysopa brevihirta
Chrysopa brevihirta är en insektsart som beskrevs av Banks 1946. Chrysopa brevihirta ingår i släktet Chrysopa och familjen guldögonsländor. Inga underarter finns listade i Catalogue of Life.